# John Beresford (1er baronnet)
Pour les articles homonymes, voir John Beresford et Beresford.
John Poo Beresford, 1er baronnet (1766 - 2 octobre 1844) est un amiral de la Royal Navy, second Lord of Sea et député conservateur. 

## Carrière navale
Il est un fils illégitime de George Beresford (1er marquis de Waterford) et frère de William Carr Beresford, et entre dans la Royal Navy en 1782. 
A l'été 1809, il est appelé à témoigner devant la cour martiale de James, Lord Gambier, qui évalue si l'amiral John James Gambier n'avait pas soutenu le capitaine Lord Cochrane lors de la Bataille de l'île d'Aix en avril 1809. Gambier est disculpé de toutes les accusations. 
Pendant la guerre anglo-américaine de 1812, en tant que capitaine du HMS Poictiers, il bombarde inutilement Lewes dans le Delaware. Les Poictiers dirigés par Beresford - quatre heures après l'USS Wasp, commandé par Jacob Jones, capture le HMS Frolic. Plus tard, il est commandant en chef de Leith Station (1821-1825) et de The Nore (1830-1833) . 
Il est député de Coleraine de 1809 à 1812 et de 1814 à 1823, de Berwick-upon-Tweed de 1823 à 1826, de Northallerton de 1826 à 1832 et de Chatham de 1835 à 1837. 
Il est fait chevalier en 1812 et nommé baronnet en 1814.

## Famille
En 1809, il épouse Mary Molloy, fille du capitaine Anthony James Pye Molloy (en) ; ils ont un fils, George, avant la mort de Mary en 1813. En 1815, Beresford se remarie avec Harriet Elizabeth Peirse, fille de Henry Peirce, et avec elle a trois fils et deux filles. Harriet est décédée en 1825 et Beresford s'est de nouveau marié à Amelia Peach, veuve de Samuel Peach et fille de James Bailie. Ils n'ont pas d'enfants et Amelia lui a survécu. Il est remplacé comme baronnet par son fils du premier mariage, George, qui, n'ayant pas eu de fils survivant, est remplacé par son demi-neveu. 